# Villa Georg Giesecke

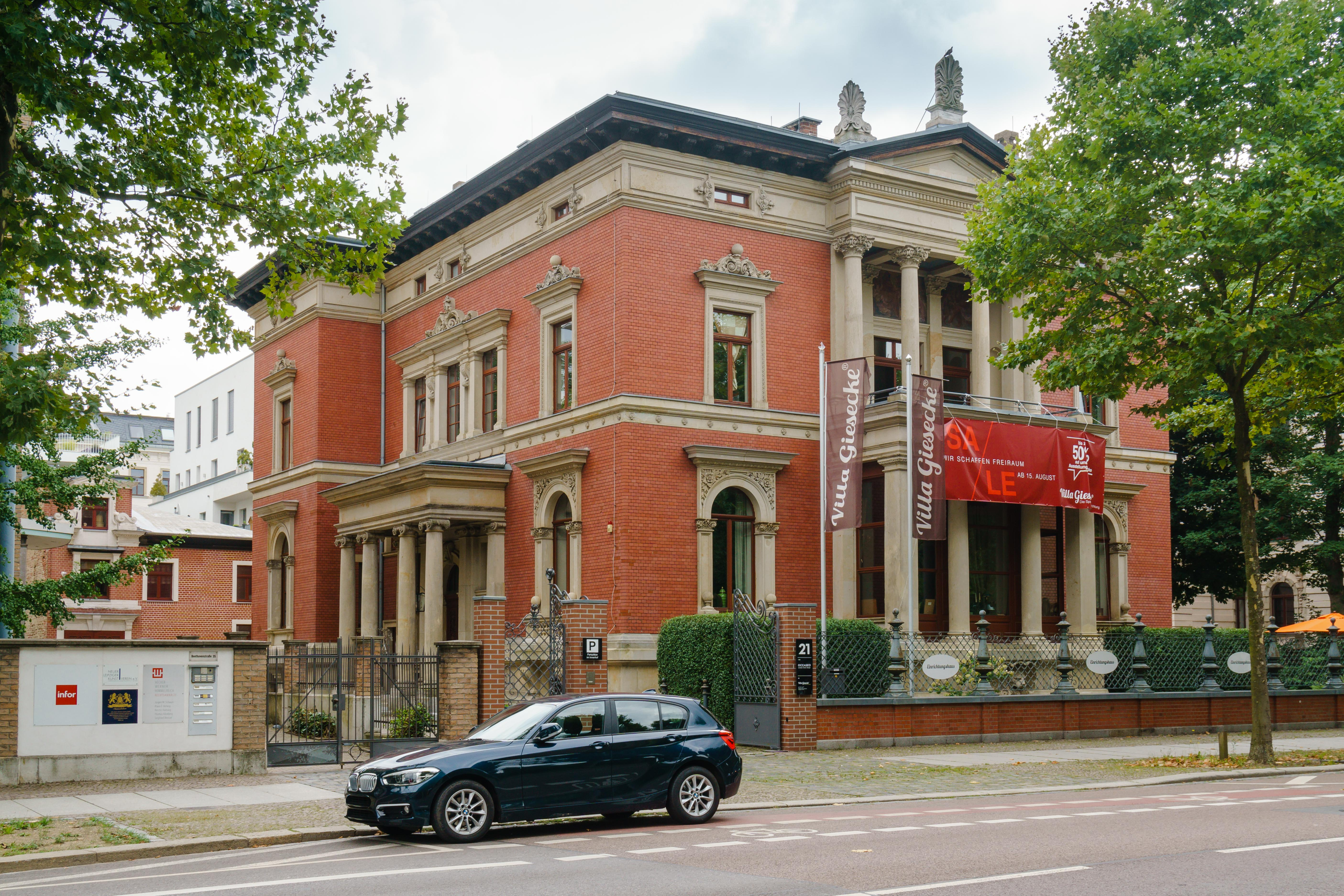
Villa Georg Giesecke, dahinter das Remisenhaus (2017)

Die Villa Georg Giesecke ist ein denkmalgeschütztes Haus im Leipziger Musikviertel, Karl-Tauchnitz-Straße 21.

## Geschichte und Beschreibung

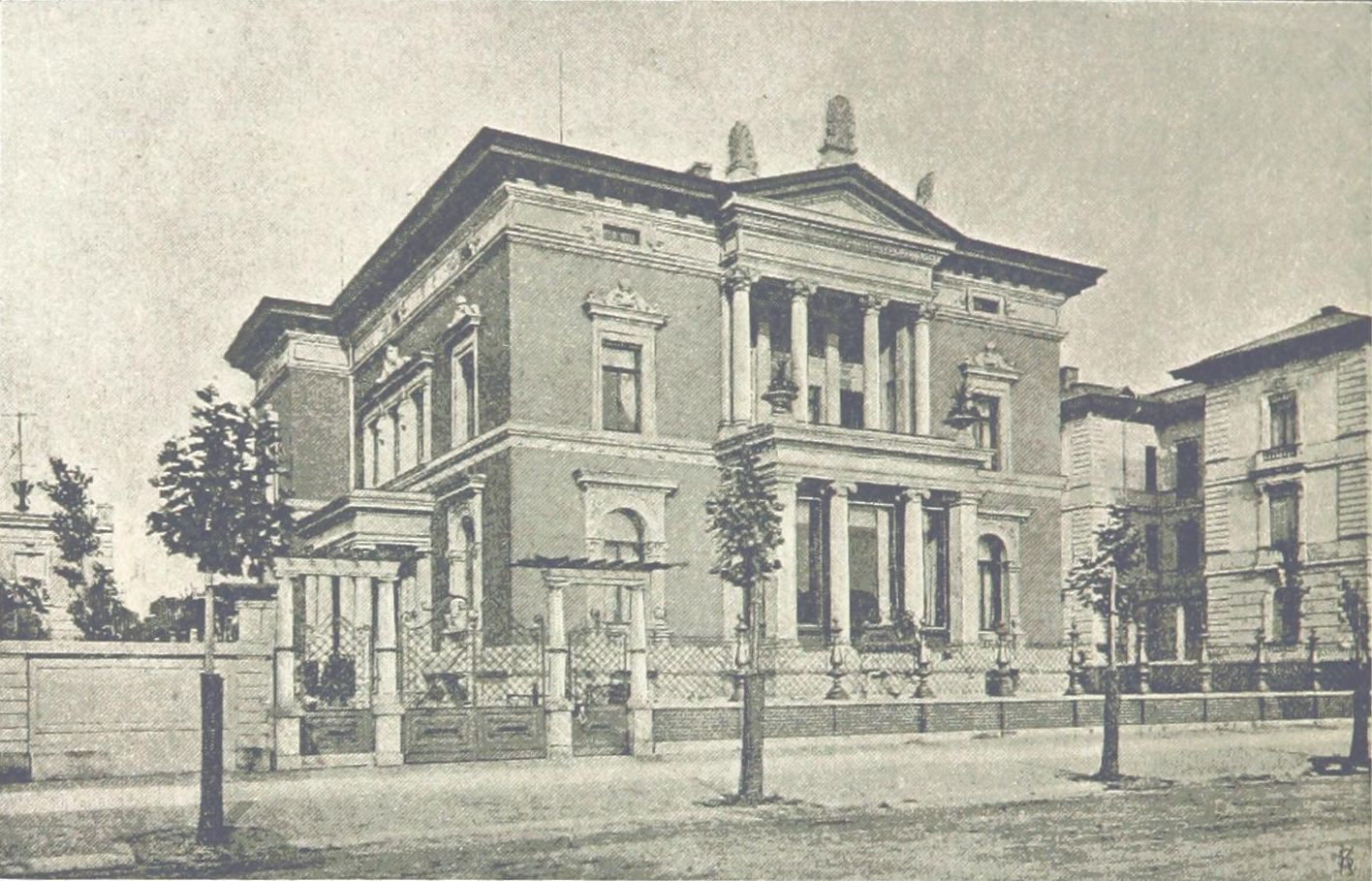
Villa Georg Giesecke (1892)

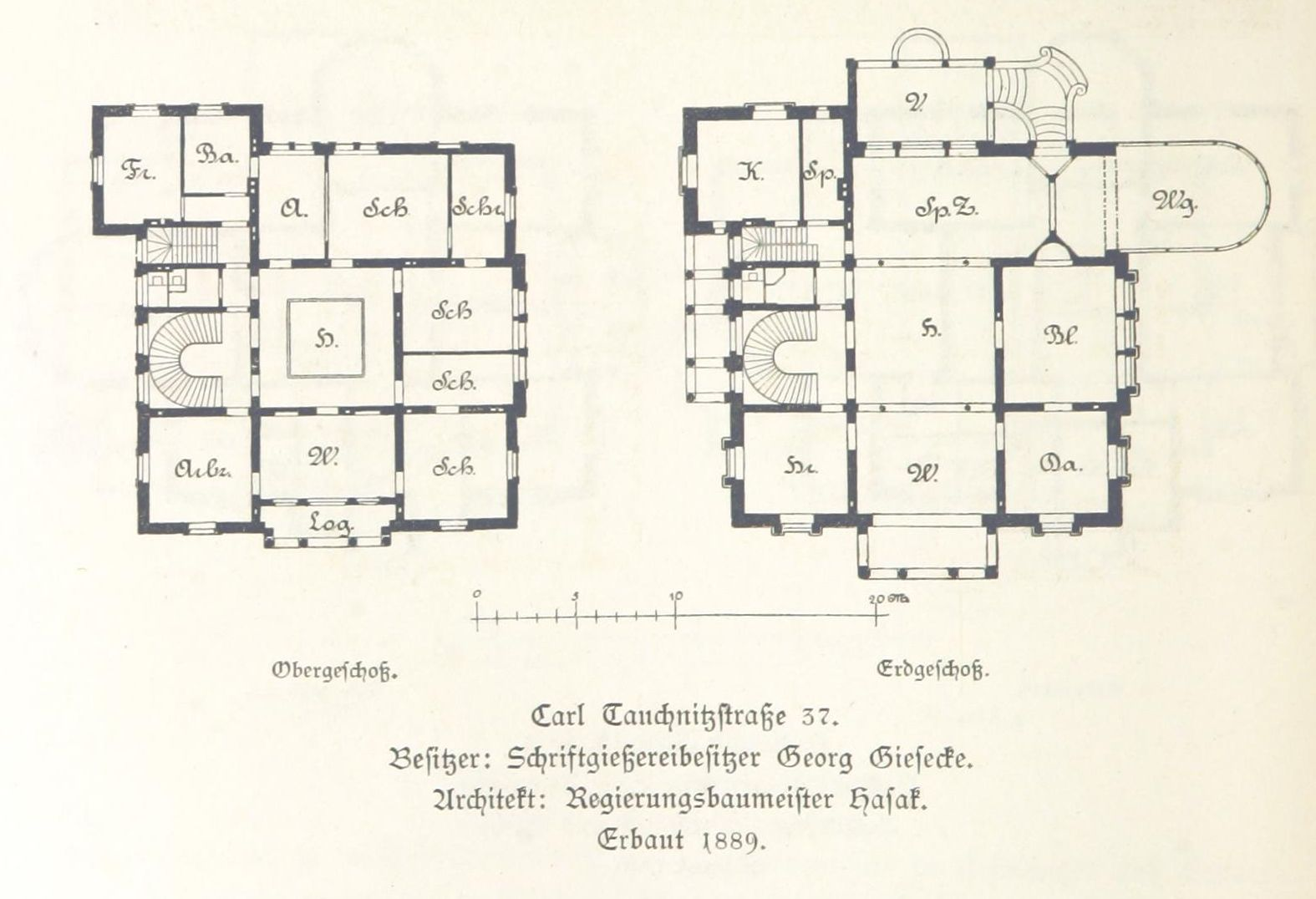
Grundrisse der Villa Georg Giesecke (1892)

Die großbürgerliche Villa wurde 1890 von Max Hasak (1856–1934) für den Fabrikanten und Schriftgießereibesitzer – Firma Schelter & Giesecke – Georg Friedrich Giesecke (1853–1930) erbaut. Ursprünglich war die Adresse des Hauses Carl-Tauchnitz-Straße 37. Die Villa von Hasak war im Stil der Neorenaissance mit Anklängen der italienischen Renaissance entworfen worden. Stilistisches Vorbild für den Bauherrn wie den Architekten waren Patriziervillen in der Art der Villa Rotonda in Vicenza. 
Das zweigeschossige Haus mit auffälliger Klinkerfassade hat in der Mitte eine mit Oberlicht versehene Halle, die über beide Geschosse reicht. Die Fassade mit Mittelrisalit, Dreiecksgiebel, Säulen und Erker ist in betont klassischem Stil. Der mit einem Portikus versehene Hauseingang befindet sich auf der linken Gebäudeseite. Einst lagen die Wohnräume auf der Westseite, der dem Park zugewandten Seite. Der Speisesaal befand sich auf der Ostseite, zum Garten ausgerichtet. Die Zimmer waren zur Halle hin durch Portieren und Glasschiebetüren abtrennbar. Die Inneneinrichtung entstammte bekannten Werkstätten der Zeit und zitierte deutsche und italienische Vorbilder aus der Epoche der Renaissance. Geschmückt sind die Decken des Speisezimmers und des Gesellschaftszimmers mit Fresken. Die zentrale Halle ist mit Lünetten verziert. 
Das Remisenhaus mit Kutscherwohnung auf dem Grundstück ist ebenfalls ein Bauwerk des Architekten Max Hasak. Wie die Villa ist es in Ziegelbauweise (Klinker) errichtet.
Als eine von wenigen Villen in der Karl-Tauchnitz-Straße überstand diese die Luftangriffe auf Leipzig im Zweiten Weltkrieg fast unbeschadet. Deswegen diente sie von 1945 bis 1956 als Sitz des Volkskommissariats für Außenhandel der UdSSR in der SBZ bzw. DDR. Die Sanierung der Villa nach der Wende wurde vom Architekturbüro Denda vorgenommen. Dabei gingen jedoch wertvolle originale Einbauten verloren.